# Трстеник

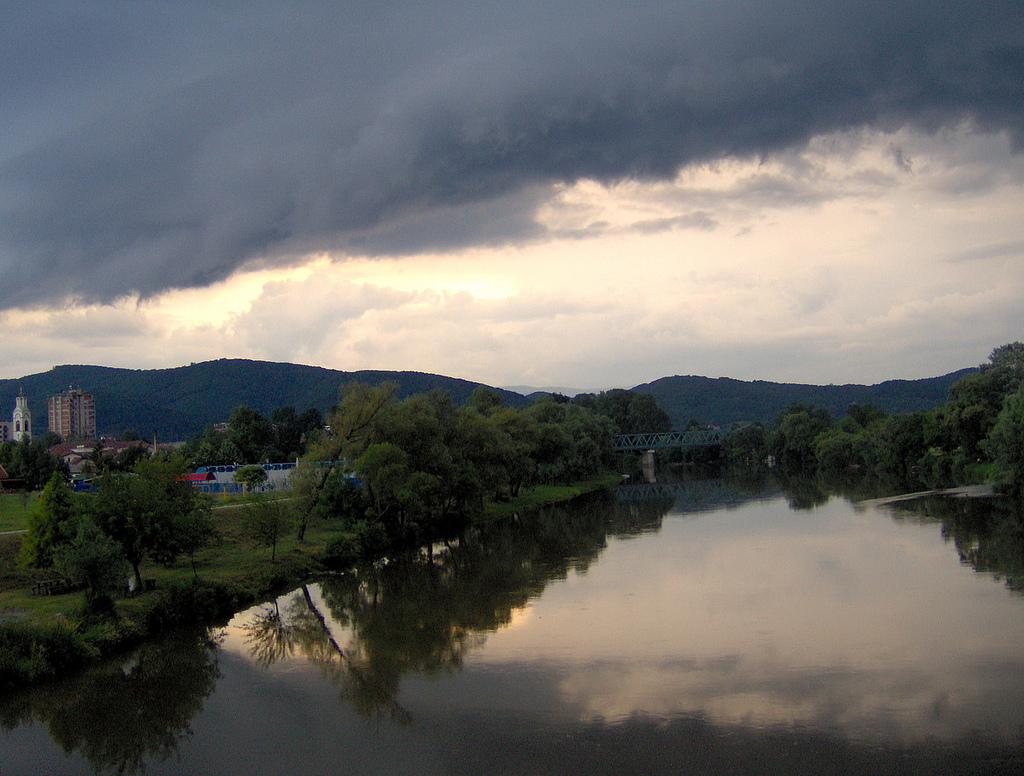

Трстеник (серб. Трстеник) — населённый пункт в одноимённой общине Расинского округа Сербии. Расположен на реке Западная Морава.

## История
Первое письменное упоминание Трстеника датируется 1381 годом.

## Население
Согласно переписи 2012 года, население города составляет 17180 человек, большинство из них — сербы.

## Транспорт
Через Трстеник проходит автомагистраль Пояте — Кралево и железнодорожная ветка Сталач — Пожега. В 2,5 километрах от города находится не функционирующий Аэропорт Трстеник.

## Галерея

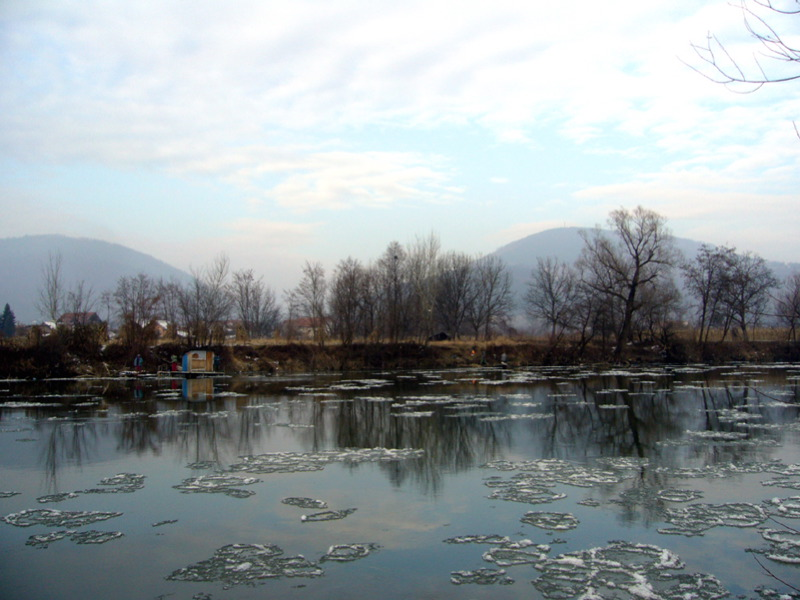
Западная Морава
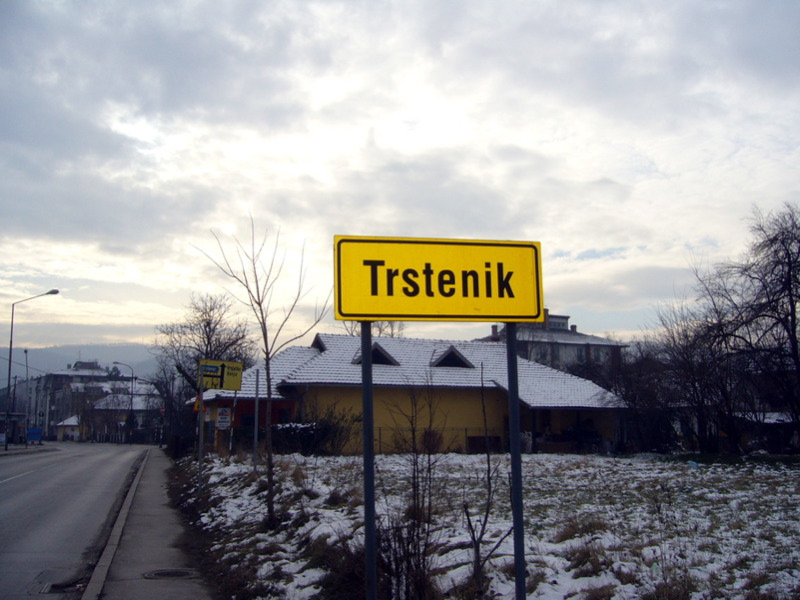
Въезд в город
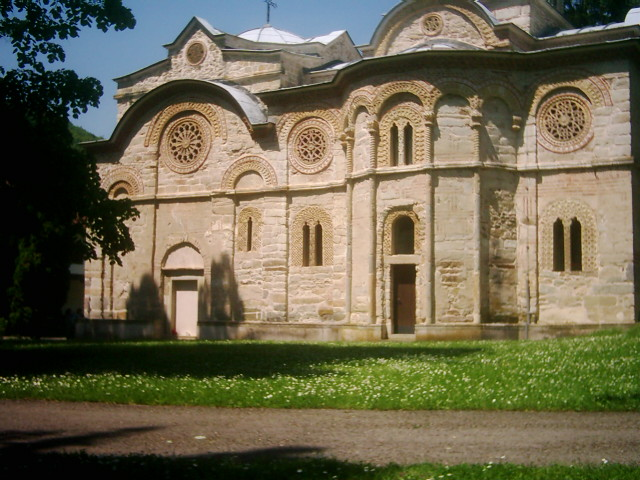
Монастырь Любостиня
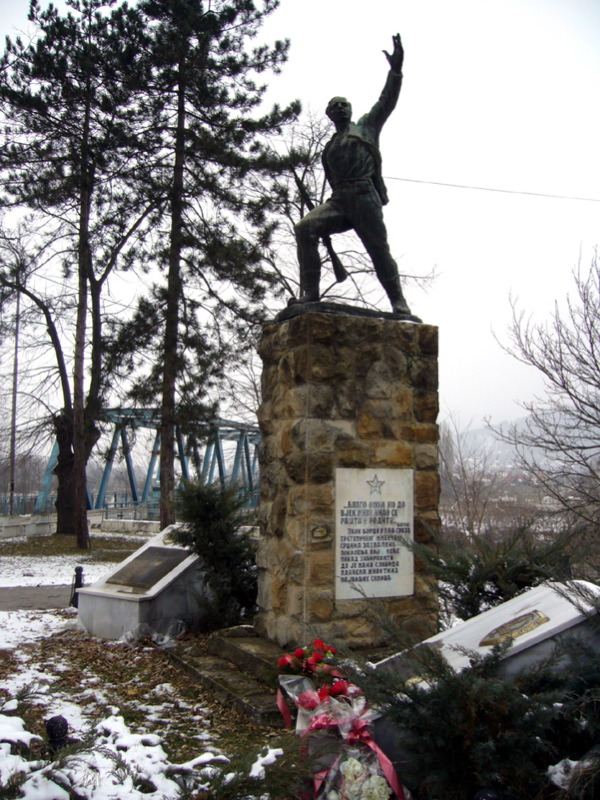
Памятник партизанам
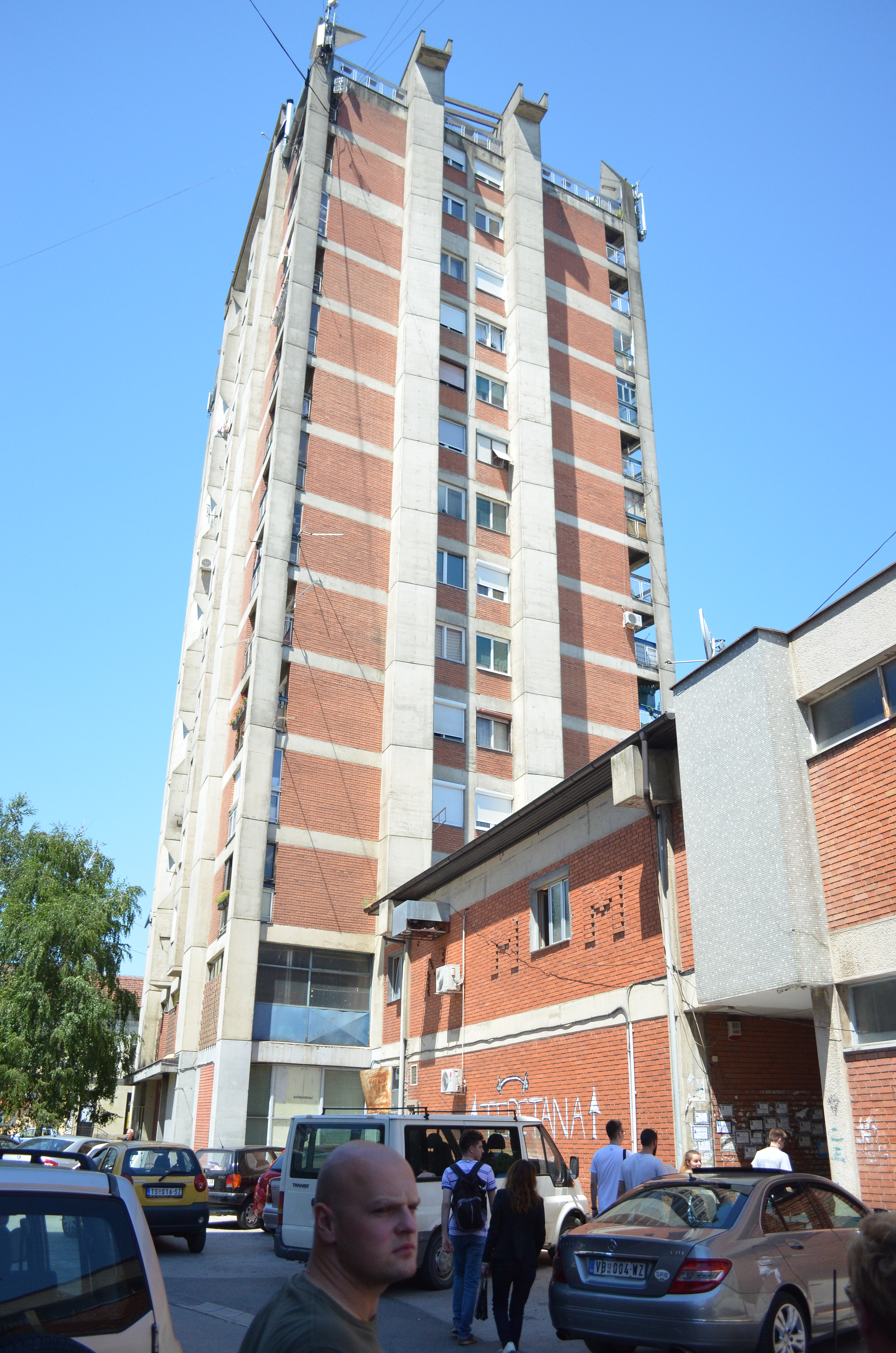
Самое высокое здание в Трстенике